# Distretto di Nueva Arica
Il distretto di Nueva Arica è uno dei venti distretti della provincia di Chiclayo, in Perù. Si trova nella regione di Lambayeque e si estende su una superficie di 208,63 chilometri quadrati.

Istituito il 25 gennaio 1944, ha per capitale la città di Nueva Arica; nel censimento 2005 contava 2.625 abitanti.